# Karinga – Hurra! Suplement
Karinga – Hurra! Suplement – suplement do płyty Hurra! grupy Kult wydany 12 marca 2010 roku przez wytwórnię S.P. Records, a nagrany w „Słabe studio SP” oraz „Oddalenie Producao Mixagem”. Suplement promowała piosenka Karinga. Na płycie widnieje informacja Płyta wydana na specjalną okazję 12-03-2010. Data ta pokrywała się z 47 urodzinami lidera grupy Kazika. Wytwórnia wydała również niskonakładowy singiel promocyjny „Karinga” przeznaczony dla rozgłośni radiowych i niedostępny w sprzedaży, zawierający wyłącznie utwór tytułowy (w dwóch wersjach).

## Lista utworów
1. „Karinga”
2. „Karinga (wersja instrumentalna)”
3. „I ja ją”
4. „Nastały czasy miłości”
5. „Kazimierz po dziadku Staszewski”
6. „Gdy spadnie śnieg”
7. „Party jednoosobowe”
8. „Mój bóg pali się”
9. „Kiedy ucichną działa już”

- słowa: Kazik Staszewski
- muzyka: Kult
- skład:
Janusz Grudziński – organy, instrumenty klawiszowe
Tomasz Goehs – perkusja
Tomasz Glazik – saksofony
Wojciech Jabłoński – gitary, instrumenty perkusyjne, głos
Piotr Morawiec – gitary
Kazik Staszewski – głos
Jarosław Ważny – puzon
Ireneusz Wereński – gitara basowa
Janusz Zdunek – trąbka